# 佩特科·丹切夫
佩特科·丹切夫·佩特科夫（英語：Petko Danchev Petkov，1949年9月29日—2012年5月11日)，是保加利亚共产党中央政治局候补委员、生物技术和化学工业协会主席。

## 生平
1949年，出生于普拉韦茨。毕业于索菲亚的高等机械和电子技术学院。1974年，加入保加利亚共产党。1979年，为博泰夫格勒经济化工厂主管。1986年，任普罗夫迪夫经济协会“生物技术”的主席，为保加利亚共产党中央委员会候补委员。
1988年，为保加利亚共产党中央委员会委员。1987年，任生物技术和化学工业协会主席。1988年，为保加利亚共产党中央政治局候补委员。1989年，任保加利亚部长会议副主席。同年11月，被撤出保加利亚共产党中央政治局候补委员。
2012年，去世。